# Laccornis schusteri
Laccornis schusteri is een keversoort uit de familie waterroofkevers (Dytiscidae). De wetenschappelijke naam van de soort is voor het eerst geldig gepubliceerd in 1985 door Wolfe & Spangler.